# Aaron Corp
Aaron Corp (Califórnia, 6 de março de 1989) foi um jogador de futebol americano que atuava como quarterback na faculdade e como profissional na National Football League. Ele chegou a jogar pelo Buffalo Bills, Dallas Cowboys e Miami Dolphins na NFL. Na universidade, Aaron jogou pelas universidades de Richmond e Southern California.